# Zbigniew Morsztyn

Leliwa – herb Morsztynów

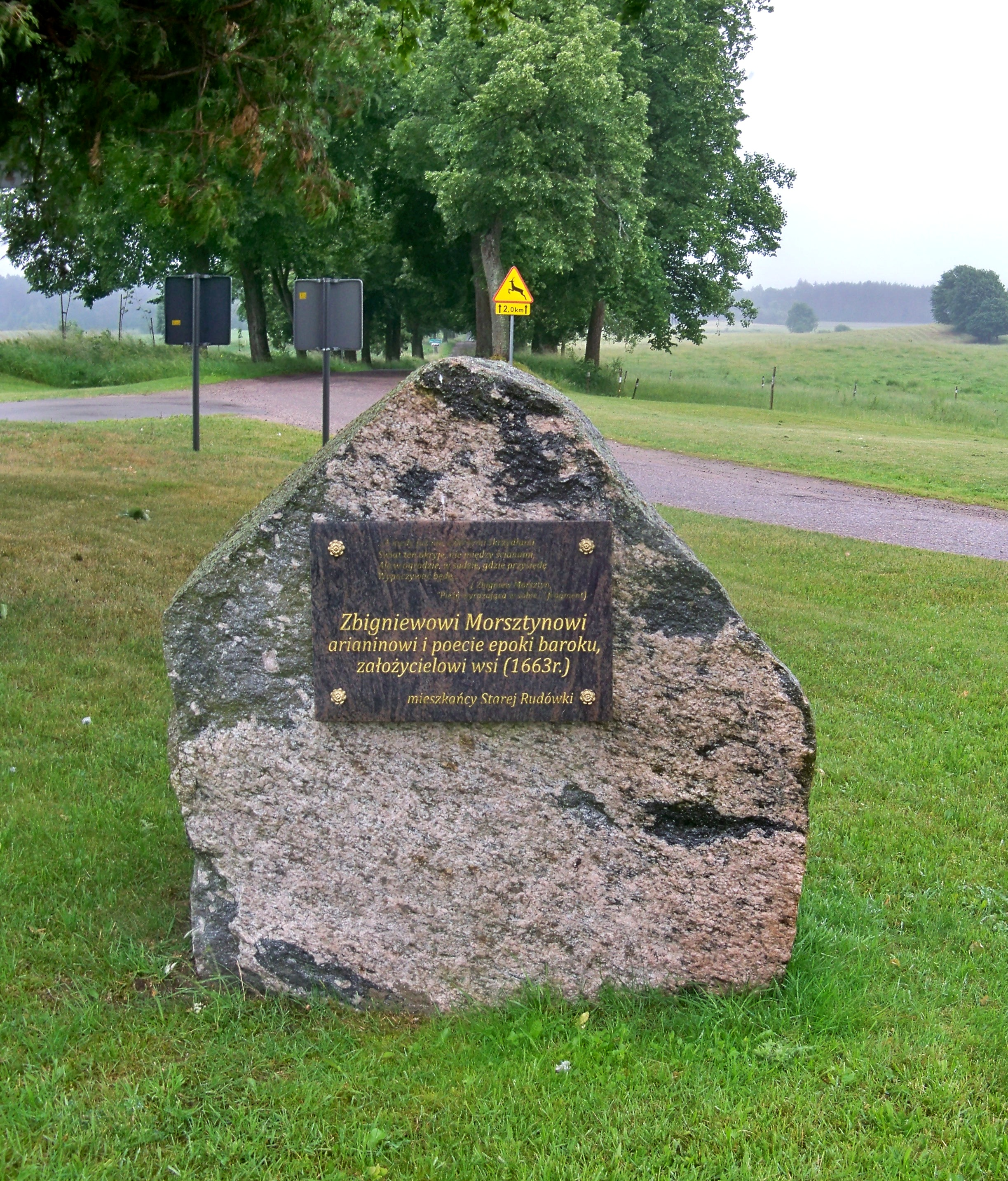
Głaz w Starej Rudówce upamiętniający Zbigniewa Morsztyna jako założyciela wsi

Zbigniew Morsztyn inne formy nazwiska: Zbygneus Morztyn, Morstyn, Morstin, kryptonim: M. M. M. (Morsztyn, Miecznik Mozyrski), Z. M. herbu Leliwa (ur. 1622, 1627 lub 1628 w Krakowskiem, zm. 13 grudnia 1689 w Królewcu) – poeta epoki baroku, tłumacz, żołnierz i działacz braci polskich. Syn Jerzego Morsztyna i Katarzyny de Nowotaniec (zm. 7 czerwca, 1645), córki Jerzego Stano, wdowy po Janie Węgierskim.
Kuzyn i współpracownik Jana Andrzeja Morsztyna.

## Życiorys
Nie udało się ustalić, gdzie Zbigniew pobierał nauki, ani jaką pozycję pełnił w żupach wielickich, choć na pewno był z kopalnią związany w latach 40. XVII wieku. Przed 1650 r. wstąpił na służbę do Radziwiłłów, który to związek okazał się niezwykle trwały. Początek lat 50. XVII wieku spędził w chorągwi pancernej Janusza Radziwiłła, brał udział w bitwie pod Beresteczkiem, a w 1654 będąc pod dowództwem Aleksandra Mierzeńskiego ulegli rozbiciu w walce z Rosjanami. W czasie potopu szwedzkiego 11 października 1655 w imieniu rodziny podpisał akt poddańczy wobec Karola Gustawa. Ale już w grudniu walczył z powrotem przeciwko Szwedom, dostając się na rok do niewoli. Zwolniony powrócił na służbę do Bogusława Radziwiłła. 28 listopada 1657 został miecznikiem mozyrskim. W 1659 poślubił Zofię Czaplicównę, współwyznawczynię z Wołynia. Od 1662 w Prusach Książęcych, od 1670 przywódca tamtejszych braci polskich. Od 1669 zarządca potężnych dóbr Ludwiki Karoliny Radziwiłłówny. Zmarł w Królewcu 13 grudnia roku 1689. Pogrzeb Zbigniewa Morsztyna odbył się 17 stycznia 1690 w Rudówce.

## Działalność literacka
Pierwsze poezje Zbigniewa Morsztyna pochodzą z dekady 1650–1660 i są to przede wszystkim erotyki dworskie, w których jednak poeta nie pozwala gatunkowi wybierać za artystę tematy. Drugą stronę jego początkowej twórczości stanowią utwory o tematyce żołnierskiej, pochodzące głównie z własnych przeżyć: przedstawia życie obozowe (vide:Kostyrowie Obozowi), jest świadkiem bitwy (vide:Sławna wiktoryja nad Turkami ... pod Chocimiem otrzymana ...), czy też opisuje z bliska żołnierskiego konia (vide: O koniu wziętym ze mną w potrzebie ze Szwedami pod Krakowem die 20 Junii, Anno 1656). Jednakże Zbigniew Morsztyn rozwija refleksję, że życie żołnierskie inaczej wygląda w podniosłych wierszach, a zupełnie inaczej w rzeczywistości. Jego najważniejszym dziełem na emigracji są Emblemata o tematyce religijnej, każdej ikonie dedykowane są stosowne cytaty z Pieśni nad Pieśniami. Tutaj realizuje się główny przekaz Zbigniewa Morsztyna i braci polskich jego czasów o tolerancji, wolności sumienia przy jednoczesnym poszanowaniu należnych praw boskich:

I jak się im zda, drugim wierzyć każą,

Mieczem i Ogniem, wygnaństwem, więzieniem

Cudzym koniecznie chcąc władnąć sumieniem.

Podejście Zbigniewa do jego twórczości, kwituje sentencja mihi cano – sobie śpiewam. Najprawdopodobniej za namową przyjaciół pod koniec życia przeorganizował swoje zapiski i nadał im kształt tomu Muza domowa (ukończona ok. 1683, nie wydana za życia). Zostawił po sobie tłumaczenia z Horacego, Persjusza, Jana Pico della Mirandoli, Hugona Grotiusa.

### Ważniejsze dzieła
- Emblematy, powst. w latach 1658–1660, rękopis nr VI 109 w Archiwum Radziwiłłowskim, Archiwum Główne Akt Dawnych, Oddział Wilanów (cykl poetycki, według D. Czyżewskiego jednym z głównych jego źródeł są Pia desideria Hermana Hugo)
- Pieśń o ucisku. Cantillena in afflictione, powst. 1661, wyd. 1671 (pod krypt. Z. M., według J. Dürr-Durskiego edycja prawdopodobnie uległa konfiskacie); tekst z Muzy domowej wyd. J. Dürr-Durski Arianie polscy w świetle własnej poezji, Warszawa 1948
- Sławna victoria nad Turkami... pod Chocimem otrzymana... roku 1673 (wiersz), Słuck – brak roku wydania; wyd. następne: brak miejsca i roku wydania (obie edycje w XVII wieku, bezimienne; wyd. 2 obszerniejsze; hipoteza J. Sembrzyckiego o druku dzieła w Słupsku i w Palatynacie między 1673 a 1679); tekst z „Wirydarza poetyckiego” wyd.: J.K. Plebański „Pogrom Turków pod Chocimem 1673 r.”, Biblioteka Warszawska 1889, t. 4; A. Brückner w: J.T. Trembecki Wirydarz poetycki, t. 1, Lwów 1910, s. 482–502 (tekst obszerniejszy w Muzie domowej); przekł. łaciński (raczej parafraza): J. Redwitz według pierwszej edycji pt. Corona victoriae..., Leszno 1674, drukarnia M. Buck
- Treny żałosne Apollina z Muzami przy oddaniu ostatniej usługi zacnemu ciału... Jana Hoverbecka, Królewiec 1682, drukarnia F. Reysner (pod kryptonimem: M. M. M., przeróbka dawnego Epitalamium)
- Muza domowa. Zbiór 60 utworów, w czym poetycki cykl „Emblematy” (wyd. w BPP, przygotowane przez Z. Mianowską, zaginęło w latach 1939–1945), fragmenty ogł. J. Rzepecki Über die bis jetzt unbekannt gebliebenen Gedichte von Z. Morsztyn, Poznań 1884; por. J. Rzepecki Muza domowa, czyli nie znane dotąd poezje Z. Morsztyna (Wrocław) Poznań 1884; J. Rzepecki „O nieznanych dotąd poezjach Z. Morsztyna”, Biblioteka Warszawska 1885, t. 1-2; rękopis: Ossolineum nr 5547/II jest najpełniejszym odpisem twórczości Z. Morsztyna, dokonanym przez nieznanego kopistę w latach 1678–1683
- Wiersze (59 utworów) wyd. A. Brückner w: J.T. Trembecki Wirydarz poetycki, t. 1, Lwów 1910
- pojedyncze utwory wyd.: S. Kot „Urok wsi i życia ziemiańskiego w poezji staropolskiej”, Księga pamiątkowa na 75-lecie „Gazety Rolniczej”, Warszawa 1937 (tu fragm. poematu pt. Votum...); J. Tuwim Cztery wieki fraszki polskiej, Warszawa 1937; także wyd. 2 Warszawa 1957 (tu 3 fraszki); M. Grydzewski Wiersze polskie wybrane. Antologia poezji od „Bogurodzicy” do chwili obecnej, Londyn 1947; J. Dürr-Durski Arianie polscy w świetle własnej poezji, Warszawa 1948; R. Wasita Kocha, lubi, szanuje... Wybór polskich wierszy miłosnych, Warszawa 1956; S. Czernik, J. Huszcza, J. Saloni Księgi humoru polskiego. Od Reja do Niemcewicza, Łódź 1958; M. Pełczyński „Studia macaronica. Stanisław Orzelski na tle poezji makaronicznej w Polsce”, Poznań 1960, Poznańskie Towarzystwo Przyjaciół Nauk, Wydział Filologiczno-Filozoficzny, Prace Komisji Filologicznej, t. 20, zeszyt 1

### Przekłady
- Przekłady rozmaitych utworów łacińskich, m.in.: Horacego, Persjusza, Jana Pico del Mirandola, S. Przypkowskiego – zob. Muza domowa. Zbiór 60 utworów, w czym poetycki cykl „Emblematy” i Wiersze

### Wydania zbiorowe
- Muza domowa, wyd. J. Dürr-Durski, t. 1-2, Warszawa 1954 (zawiera całą ww. twórczość z wyjątkiem: Nagrobków Mierzeńskim i Nagrobka Samuela Mierzeńskiego 1678)
- „Poezje Zbigniewa Morsztyna”, wyd. W. Wężyk, Poznań 1844 oraz „Wyjątki z poezji Z. Morsztyna”, Biblioteka Warszawska 1841, t. 1 – są, z paroma wyjątkami, utworami Andrzeja Morsztyna

### Listy i materiały
- 46 listów pol. i 4 niem. z lat 1658–1688, rękopisy: Archiwum Radziwiłłowskie, teka 218, kop. 10036, Archiwum Główne Akt Dawnych, Oddział Wilanów; 5 listów pol. do Radziwiłłów z lat 1661–1687, ogł. Z. Mianowska „Zbigniew Morsztyn, życie i twórczość poetycka. Dod.”, Prace Komisji Filologicznej Poznańskiego Towarzystwa Przyjaciół Nauk, t. 4, zeszyt 5 (1930) i odb.
- Do nieznanego, Kijów, 2 września 1651, ogł. A. Grabowski Starożytności historyczne polskie, t. 1, Kraków 1840, s. 399; fragmenty przedr. Z. Mianowska „Zbigniew Morsztyn, życie i twórczość poetycka. Dod.”, Prace Komisji Filologicznej Poznańskiego Towarzystwa Przyjaciół Nauk, t. 4, zeszyt 5 (1930)
- Dokument zrzeczenia się majątku, 19 lipca 1658 (antedatowany), ogł. T. Wierzbowski Materiały do dziejów piśmiennictwa polskiego, t. 2, Warszawa 1904; przedr. Z. Mianowska „Zbigniew Morsztyn, życie i twórczość poetycka. Dod.”, Prace Komisji Filologicznej Poznańskiego Towarzystwa Przyjaciół Nauk, t. 4, zeszyt 5 (1930)
- Dokumenty w sprawie przejęcia majątku Czapliców, wiadomość zob. T. Wierzbowski Materiały do dziejów piśmiennictwa polskiego, t. 2, Warszawa 1904, s. 84
- Pozew ks. Faustyna Wieczorkowskiego przeciw księciu Bogusławowi Radziwiłłowi o protegowanie wygnanych arian, m.in. Z. Morsztyna, dat. 21 czerwca 1662. Z grodzieńskich akt grodzkich, ogł. J. Tazbir „Przyczynek do biografii Z. Morsztyna”, Przegląd Historyczny 1959
- 2 reskrypty elektora Fryderyka Wilhelma, dat. 22 i 24 października 1663, w sprawie dożywocia i nominacji dla Z. Morsztyna, oraz inne dokumenty, ogł. J. Rzepecki „O nieznanych dotąd poezjach Z. Morsztyna”, Biblioteka Warszawska 1885, t. 1-2

### Utwory o autorstwie niepewnym
- List do Lisowczyków (wiersz), wyd.: Pamiętnik Sandomierski 1830, t. 2, s. 413–414 (jako utwór O. Karmanowskiego); fragmenty przedr. M. Piszczkowski „Obrońcy chłopów w literaturze polskiej”, cz. 1, Kraków 1948, Biblioteka Arcydzieł Poezji i Prozy nr 54; także wyd. 2 Kraków 1951 (jako utwór Z. Morsztyna)
- Opisanie muzyki Imci Panu Stefanowi Przypkowskiemu na weselu jego w upominku dane (autorstwo prawdopodobne według L. Kamykowskiego, przyjęte za potwierdzone przez J. Dürr-Durskiego)
- Do Jaśnie Oświeconej Księżniczki Jej Mości Ludowiki Karoliny Radziwiłłówny... (autorstwo wątpliwe według L. Kamykowskiego, przyjęte za potwierdzone przez J. Dürr-Durskiego)

## Recepcja w XX wieku
Swoje edycje w XX wieku zawdzięcza poeta Januszowi Pelcowi, który przywołał z zapomnienia twórczość Zbigniewa Morsztyna, poświęcając mu dwie książki: pracę habilitacyjną Zbigniew Morsztyn, arianin i poeta oraz monografię ukazującą poetę na tle epoki. Wydał też w serii Biblioteka Narodowa Wybór wierszy (1975). Osobno przygotował (wraz z żoną Pauliną Buchwald-Pelcową) pierwszą pełną – zawierającą ilustracje – edycję Emblematów Morsztynowych (2001).